# Ia HDreh
Ia HDreh là một xã thuộc tỉnh Gia Lai, Việt Nam.
Xã Ia HDreh có diện tích 133,49 km², dân số năm 2000 là 2.919 người, mật độ dân số đạt 22 người/km².